# Загорци (Сливенская область)
Загорци (болг. Загорци) — село в Болгарии. Находится в Сливенской области, входит в общину Нова-Загора. Население составляет 482 человека.

## Политическая ситуация
В местном кметстве Загорци, в состав которого входит Загорци, должность кмета (старосты) исполняет Тенко Трифонов Харачерев (Граждане за европейское развитие Болгарии (ГЕРБ)) по результатам выборов.
Кмет (мэр) общины Нова-Загора — Николай Георгиев Грозев (Граждане за европейское развитие Болгарии (ГЕРБ)) по результатам выборов в правление общины.